# Carhué
Carhué è una città dell'Argentina, situata nel sud-ovest nella provincia di Buenos Aires, capoluogo del partido di Adolfo Alsina. 
La città è stata una meta turistica famosa per le acque termali di Villa Epecuén, circa 7 chilometri a nord.

## Geografia fisica

### Clima
Il clima di Carhué (e dell'intero partido) è classificato in base alla Classificazione climatica di Thornthwaite come subumido secco mesotermale, caratterizzato da una forte mancanza di piogge nel periodo estivo. Il mese più caldo è gennaio, con temperature medie comprese tra i 30° e il 40° C, mentre il mese più freddo è luglio, con temperature medie tra 4° e 8° C, con possibilità di gelate intense. Le nevicate sono eventi molto rari: dal 1917 al 2025 si sono verificati solo tre casi documentati di nevicata: nel 1917, nel 1948 e nel 2009. La media annuale delle precipitazioni è circa 730 mm.

## Origini del nome
Il nome "Carhué" è di origine mapuche, deriva dalle parole "carre" (verde) e "hue" (luogo) e significa "luogo verde".

## Storia
La zona iniziò ad essere colonizzata fin dalla nascita del Governatorato del Río de la Plata nel 1617, quando i coloni europei e i loro discendenti creoli e meticci iniziarono ad entrare in conflitto con le popolazioni locali per i diritti su terreni e risorse naturali.
Carhué fu, in un primo momento, il centro politico e religioso del territorio, successivamente spostandosi verso Chilihué, nell'attuale provincia di La Pampa, quando le successive amministrazioni coloniali avanzarono progressivamente verso l'entroterra. Gli indigeni Querandí conobbero una rapida decadenza, lasciando spazio alle commistioni con popoli provenienti dalla regione delle Ande, che contribuirono ad opporsi all'avanzata europea.
Il piano di espansione dei colonizzatori prevedeva l'occupazione dei cinque principali poli dell'economia indigena: Italó, Trenque Lauquen, Guaminí, Puan e la stessa Carhué. Una volta raggiunte le loro destinazioni, gli eserciti avrebbero dovuto costruire le fortificazioni necessarie ad assicurarsi la difesa del territorio; le indicazioni prevedevano anche la costruzione di un fossato, noto come Zanja de Alsina, per controllare il bestiame. Carhué fu occupata  il 23 aprile 1876 dalle truppe del tenente colonnello Nicolás Levalle, che il 21 gennaio successivo fondò il Pueblo de Adolfo Alsina, in onore del suo superiore. Nel 1949 ottenne lo status di città, riottenendo il suo nome originale di Carhué.
L'evento più significativo della città fu l'alluvione di Epecuén del 10 novembre 1985, che segnò la sua storia: in seguito ad una pesante pioggia le acque del Lago Epecuén, inondando il villaggio turistico di Villa Epecuén, costringendo gli abitanti all'evacuazione. In seguito al disastro fu condannato l'allora governatore provinciale Alejandro Armendáriz (dell'Unione Civica Radicale) per aver ordinato la rimozione dei sistemi di difesa che impedivano l'ingresso dell'acqua in un sistema idrico che non aveva alcuna protezione. Tuttavia i risarcimenti pagati furono pesantemente svalutati dall'inflazione, e negli anni successivi diversi funzionari locali appartenenti ai Radicali furono accusati di appropriazione indebita di fondi pubblici che avrebbero dovuto essere destinati alla prevenzione di future inondazioni: la popolazione locale inoltre accusò l'allora ministro della salute Aldo Neri di favoritismo partitico, deviando alcuni aiuti alimentari verso alcuni esponenti politici in cambio di voti.

## Monumenti e luoghi d'interesse

### Villa Epecuén
A nord di Carhué sorge Villa Epecuén, una volta un villaggio turistico sorto nei primi anni '20 e particolarmente attivo tra il 1950 e il 1970, abbandonato nel 1985 quando venne sommerso dalle acque del Lago Epecuén. Le acque si sono ritirate gradualmente fino a far riaffiorare le rovine nel 2009, ma la località è tuttora disabitata.

### Architetture religiose
- Cappella San Cayetano
- Chiesa parrocchiale di Nostra Signora degli Abbandonati: risalente all'inizio del XX secolo e costruita in stile neogotico, con una sola torre centrale, edificata nel 1912 [2]

### Architetture civili
- Società Italiana di Mutuo Soccorso: Inaugurata nel 1884, con una sede nel tipico stile architettonico delle costruzioni italiane del XVII secolo.[3]
- Scuola N°1 General Josè de San Martin: La prima scuola della città, inaugurata il 19 agosto 1887 e caratterizzata da una facciata in stile neoclassico.
- Palazzo Municipale: Attuale sede del comune, progettata da Francesco Salamone e costruita in cemento con muri in pietra intonacati e basamento in marmo travertino.
- Palacio de Gallo: Residenza originale dei Nicolás Levalle, fondatore della città, successivamente dimora della figlia Aurelia e del marito Pedro Gallo (da cui il nome del palazzo). Demolito nel 1953.
- Casa de los Intendentes: Costruita nel 1956 e usata come residenza da diversi intendenti del distretto. Oggi ospita uno spazio culturale chiamato La Dama.
- Casa de la Última Fortinera: Una delle più antiche costruzioni di Carhué, nella quale visse Domiciana Correa de Contreras, l'ultima Fortinera. Con il termine fortinera si indicavano le donne che accompagnavano i soldati nelle loro spedizioni.

### Architetture militari
- Castello: Si trattava di un piccolo castello in stile medievale costruito tra il 1924 e il 1925 a pochi metri dal lago Epecuén dalla francese Ernestina Maria Leontina Allaire, che si stabilì in città dopo aver appreso dei benefici terapeutici della laguna. Fu distrutto completamente dall'inondazione del 1985.

### Altro
- Cimitero Militare: Fondato nel settembre 1981. Qui è stata successivamente creata la Plaza del Soldado Desconoscido, inaugurata nel 1984.
- Cristo del lago: Statua realizzata dall'architetto e ingegnere Francesco Salamone insieme allo scultore Santiago Chierico, eretta nel 1937.
- Ramblas di Carhué: Carhué si contraddistingue per i suoi ampi viali, adornati con prati, arbusti e panchine.
- Monumento di Nicolas Levalle: realizzato nel 1978 da Rodolfo Pedro Gómez Fernández in fibra di vetro e resine di polestere. Rappresenta Levalle a cavallo, mentre alla base della statua sono presenti personaggi tipici dell'epoca.

### Aree naturali
- Eucalipto Fundacional: è un albero storico situato nella piazza Nicolás Levalle, vicino al palazzo municipale. Data la sua notevole relazione altezza-circonferenza, si ritiene che sia stato piantato nel 1877, anno della fondazione della città, motivo per cui ha ricevuto il nome. Si tratta di un eucalipto rosso (Eucalyptus camaldulensis) che con i suoi 35 metri di altezza, 7 metri di circonferenza e 2,5 di diametro è uno degli esemplari più grandi dell'Argentina
- Caldenes de Carhué: tre alberi centenari (Prosopis caldenia) di grande valore storico e naturale. L'albero, chiamato huitrú in lingua mapuche, è una specie autoctona unica al mondo, ed è parte integrante dello stemma del partido di Adolfo Alsina, simboleggiante l'impegno e il coraggio dei popoli indigeni e dell'esercito argentino.

## Società

### Evoluzione demografica
La città ha una popolazione di 9 660 abitanti (Indec, 2010), rispetto al 2001 (censimento precedente) si può osservare una crescita del numero di abitanti del 12,5%.
Abitanti censiti

### Religione
La maggioranza della popolazione professa il cattolicesimo, che pur non essendo la religione ufficiale dell'Argentina gode di uno status giuridico speciale rispetto ad altre confessioni. La seconda per importanza è la chiesa evangelica, mentre esistono altri gruppi religiosi, principalmente varianti del cattolicesimo, come i Testimoni di Geova e la Chiesa Esercito Evangelico.

## Cultura

### Istruzione

#### Biblioteche
- Biblioteca popolare "Adolfo Alsina", fondata il 23 agosto 1912 dai membri del Club Social, conta 17.500 libri, molti dei quali risalenti alla fine del XIX secolo, e circa 150 soci.
- Biblioteca del Concejo Deliberante "Aurelia Ferreira de Levalle", inaugurata il 21 gennaio 1989 (in occasione del 112° anniversario di Carhué) e specializzata in politica e storia
- Biblioteca José Hernandez: appartenente alla scuola secondaria N° 2 Teniente General Nicolas Levalle e pertanto specializzata in testi accademici relativi a didattica e pedagogia.

#### Musei
- Museo regionale "Adolfo Alsina", fondato nel 1963 come museo privato grazie all'iniziativa del Rotary Club e di un gruppo di residenti appassionati di archeologia che si dedicarono a raccogliere materiali al fine di creare un museo.
- Museo della Ultima Fortinera, inizialmente residenza di Domiciana Correa, moglie del sergente Antonio Contreras. Nel 1997 è stato dichiarato luogo storico ed è stato restaurato come museo
- Rovine di Villa Epecuén, museo dove grazie alle testimonianze degli ex abitanti di Villa Epecuén è possibile rivivere la storia della villa turistica e della sua inondazione.

### Media

#### Stampa
La città è sede del quotidiano DSRMedios e del settimanale Cambio 2000, fondato nel 1995 da Miguel Aníbal Franceschelli e Horacio Gerbaldo.

#### Radio
A Carhué sono locate le seguenti stazioni radio:
- "Music One" FM 105.3 MHz
- "Radio Mandioca" FM 94.9 MHz
- "La Radio de Carhué" FM 98.3 MHz
- "Universo" FM 100.3 MHz

#### Televisione
- Via cavo: Red Difusora S.A.

### Arte

#### Letteratura
L'autore carhuense più noto è il regista e sceneggiatore René Mugica, che in aggiunta alla sua ttività cinematografica ha scritto "El Cine que no Fue", "El quinto jinete", "Relatos del andarìn" e "En el principio fue la imagen". La sorella, Alba Mugica, ha anch'essa pubblicato un libro, intitolato El tiempo entre los dientes.

## Economia
Le attività economiche principali di Caruhé sono l'agricoltura, che influenza diverse attività economiche della zona, e il turismo sanitario, che fino al 1985 era fortemente trainato da Villa Epecuén, e in seguito alla sua inondazione ha subito un notevole declino.

## Infrastrutture e trasporti

### Strade
La città è servita dalla Ruta Nacional Nº 33 (Rosario - Bahía Blanca) e dalla Ruta Provincial Nº 60 (Buenos Aires - La Pampa) anche nota come "Camino del hilo" (Strada del filo) perché seguiva il percorso della linea del telegrafo.

### Ferrovie
Carhué era il capolinea del Ferrocarril del Sud, che arrivò alla città il 17 aprile 1899, del Ferrocarril Oeste, arrivato il 18 luglio 1903, e del Ferrocarril Midland, stabilita il 1° luglio 2011, diventando insieme a Mercedes una delle poche città del paese in cui convergevano tre linee ferroviarie. Successivamente, con la chiusura di Ferrocarriles Argentinos e la cancellazione dei servizi ferroviari stabilita all'inizio degli anni '90 dal presidente di allora, Carlos Saúl Menem, questi servizi cessarono di operare e oggi sono visibili solo occasionalmente.

## Sport
La società sportiva maggiore è il Racing Club Carhué, fondato nel 1923. Noto come La Estrellita (la stellina) offre ai suoi iscritti diverse attività, tra cui calcio, tennis, bocce, padel, nuoto e altro. L'istituzione sportiva più antica è invece il Club Atlético San Martín, anch'esso polisportivo e fondato nel 1910, mentre nel 1947 è stato fondato il Club Deportivo Sarmiento, inizialmente come società calcistica e poi espanso a polisportiva.